# Nippon Series 2013
Die Nippon Series 2013, nach Sponsorenverträgen offiziell die Konami Nippon Series 2013 (コナミ日本シリーズ2013), war die 64. Auflage der jährlichen Meisterschaftsfinalserie im japanischen Profibaseball. Die Rekord- und Vorjahresmeister Yomiuri Giants aus der Central League unter Manager Tatsunori Hara trafen auf die erst 2004 gegründeten Tōhoku Rakuten Golden Eagles aus der Pacific League, dem einzigen Profiteam aus der Region Tōhoku, unter Sen’ichi Hoshino. Die Golden Eagles setzten sich mit vier zu drei Spielen durch und gewannen den ersten Meistertitel der Teamgeschichte. Als MVP wurde Rakuten-Pitcher Manabu Mima ausgezeichnet, der zwei Wins verbuchte.

## Reguläre Saison und Playoffs
In der Central League konnten die Yomiuri Giants wie im Vorjahr die reguläre Saison klar für sich entscheiden, als Zweite sicherten sich die Hanshin Tigers ihre erste Playoffteilnahme seit 2010. Die Hiroshima Tōyō Carp konnten sich mit ihrem dritten Platz – der besten Platzierung seit 1997 – die erste Teilnahme an der Climax Series seit der Einführung des Playoffsystems sichern.
In der Pacific League trug eine herausragende Saison von Pitcherass Masahiro Tanaka (24–0, 1.27 ERA) zum ersten Ligatitel der Tōhoku Rakuten Golden Eagles bei. Zweite wurden wie im Vorjahr die Saitama Seibu Lions, den dritten Platz in der Climax Series sicherten sich die Chiba Lotte Marines, ihre erste Playoffteilnahme seit dem Titelgewinn 2010.
| Central League | Central League         | Central League | Central League | Central League | Central League | Central League | Central League | Central League | Pacific League | Pacific League               | Pacific League | Pacific League | Pacific League | Pacific League | Pacific League | Pacific League | Pacific League |
| #              | Team                   | S              | N              | U              | GB             | PCT            | AVG            | ERA            | #              | Team                         | S              | N              | U              | GB             | PCT            | AVG            | ERA            |
| -------------- | ---------------------- | -------------- | -------------- | -------------- | -------------- | -------------- | -------------- | -------------- | -------------- | ---------------------------- | -------------- | -------------- | -------------- | -------------- | -------------- | -------------- | -------------- |
| 1.             | Yomiuri Giants         | 84             | 53             | 7              | –              | .613           | .262           | 3.21           | 1.             | Tōhoku Rakuten Golden Eagles | 82             | 59             | 3              | –              | .582           | .267           | 3.51           |
| 2.             | Hanshin Tigers         | 73             | 67             | 4              | 12.5           | .521           | .255           | 3.07           | 2.             | Saitama Seibu Lions          | 74             | 66             | 4              | 7.5            | .529           | .257           | 3.54           |
| 3.             | Hiroshima Tōyō Carp    | 69             | 72             | 3              | 4.5            | .489           | .248           | 3.46           | 3.             | Chiba Lotte Marines          | 74             | 68             | 2              | 1              | .521           | .262           | 3.77           |
| 4.             | Chūnichi Dragons       | 64             | 77             | 3              | 5              | .454           | .245           | 3.81           | 4.             | Fukuoka SoftBank Hawks       | 73             | 69             | 2              | 1              | .514           | .274           | 3.56           |
| 5.             | Yokohama DeNA BayStars | 64             | 79             | 1              | 1              | .448           | .262           | 4.50           | 5.             | Orix Buffaloes               | 66             | 73             | 5              | 5.5            | .475           | .256           | 3.31           |
| 6.             | Tōkyō Yakult Swallows  | 57             | 83             | 4              | 5.5            | .407           | .253           | 4.26           | 6.             | Hokkaidō Nippon Ham Fighters | 64             | 78             | 2              | 3.5            | .451           | .256           | 3.74           |

In der Climax Series (Spielbeginn First Stage in beiden Ligen 12. Oktober) setzten sich in beiden Ligen in der Final Stage die Erstplatzierten der regulären Saison durch.
| Climax Series Stage 1 | Climax Series Stage 1 | Climax Series Stage 1 |                              | Climax Series Stage 2 | Climax Series Stage 2        | Climax Series Stage 2 |  |   | Nippon Series  | Nippon Series | Nippon Series |
|                       |                       |                       |                              |                       |                              |                       |  |   |                |               |               |
| 3                     | Hiroshima Tōyō Carp   | 2                     |                              | 3                     | Hiroshima Tōyō Carp          | 0                     |  |   |                |               |               |
| 2                     | Hanshin Tigers        | 0                     |                              | 1                     | Yomiuri Giants               | 3+1                   |  |   |                |               |               |
| Central League        |                       |                       |                              |                       |                              |                       |  |   |                |               |               |
|                       |                       |                       |                              |                       |                              |                       |  | 1 | Yomiuri Giants | 3             |               |
|                       |                       | 1                     | Tōhoku Rakuten Golden Eagles | 4                     |                              |                       |  |   |                |               |               |
|                       |                       |                       |                              |                       |                              |                       |  |   |                |               |               |
| 3                     | Chiba Lotte Marines   | 2                     |                              | 3                     | Chiba Lotte Marines          | 1                     |  |   |                |               |               |
| 2                     | Saitama Seibu Lions   | 1                     |                              | 1                     | Tōhoku Rakuten Golden Eagles | 3+1                   |  |   |                |               |               |
| Pacific League        |                       |                       |                              |                       |                              |                       |  |   |                |               |               |

## Spielübersicht

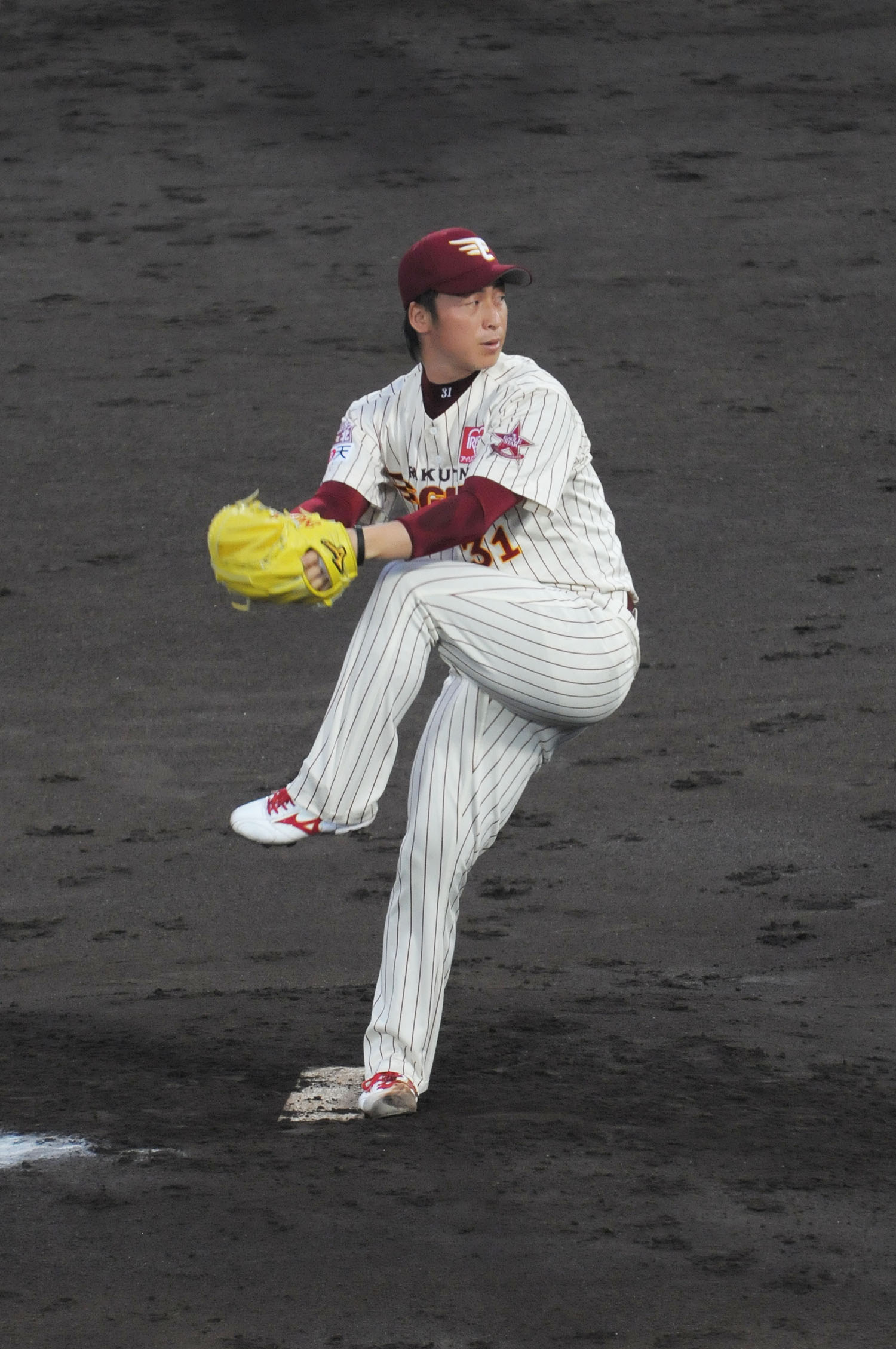
MVP Manabu Mima

In sieben Spielen bezwangen die Tōhoku Rakuten Golden Eagles die Yomiuri Giants. In Spiel 6, als Rakuten auf einen Heimsieg und den Gewinn der Serie hoffte, musste Pitcherass Tanaka den ersten Loss der gesamten Saison verbuchen. Im entscheidenden siebten Spiel machten für Rakuten Pitcherkollege Manabu Mima, ein Error der Gäste, RBIs von Takerō Okajima und Akihisa Makida und schließlich ein Save von Tanaka einen Shutout-Sieg über die Giants und den Meistertitel perfekt.
| Spiel                          | Datum       | Gast                         | Ergebnis         | Heim                         | Gesamtstand (YOM–RAK) | Ort                    | Zuschauer | Boxscore |
| ------------------------------ | ----------- | ---------------------------- | ---------------- | ---------------------------- | --------------------- | ---------------------- | --------- | -------- |
| 1                              | 26. Oktober | Yomiuri Giants               | 2–0              | Tōhoku Rakuten Golden Eagles | 1–0                   | Kleenex Stadium Miyagi | 25.209    | [ 1 ]    |
| 2                              | 27. Oktober | Yomiuri Giants               | 1–2              | Tōhoku Rakuten Golden Eagles | 1–1                   | Kleenex Stadium Miyagi | 25.219    | [ 2 ]    |
| 3                              | 29. Oktober | Tōhoku Rakuten Golden Eagles | 5–1              | Yomiuri Giants               | 1–2                   | Tokyo Dome             | 44.940    | [ 3 ]    |
| 4                              | 30. Oktober | Tōhoku Rakuten Golden Eagles | 5–6              | Yomiuri Giants               | 2–2                   | Tokyo Dome             | 44.968    | [ 4 ]    |
| 5                              | 31. Oktober | Tōhoku Rakuten Golden Eagles | 4–2 (10 Innings) | Yomiuri Giants               | 2–3                   | Tokyo Dome             | 44.995    | [ 5 ]    |
| 6                              | 2. November | Yomiuri Giants               | 4–2              | Tōhoku Rakuten Golden Eagles | 3–3                   | Kleenex Stadium Miyagi | 25.271    | [ 6 ]    |
| 7                              | 3. November | Yomiuri Giants               | 0–3              | Tōhoku Rakuten Golden Eagles | 3–4                   | Kleenex Stadium Miyagi | 25.249    | [ 7 ]    |
| Rakuten gewinnt die Serie 4–3. |             |                              |                  |                              |                       |                        |           |          |

## Nachwirkungen
In der Asia Series 2013 unter diesmal fünf Vereinen aus vier asiatisch-pazifischen Nationen und einem europäischen Gast scheiterten die Golden Eagles im Halbfinale an den Gastgebern Uni-President 7-Eleven Lions.
Die Siegesparade der Golden Eagles im heimischen Sendai fand am 24. November statt und zog über 200.000 Menschen an. Die Präfektur Miyagi verlieh der Mannschaft den Miyagi-kenmin eiyo-shō (宮城県民栄誉賞, etwa „Ehrenpreis der Präfekturbürger von Miyagi“) dafür, dass sie der vom Tōhoku-Erdbeben 2011 schwer getroffenen Region Mut und Hoffnung geschenkt habe.